# كناري موزمبيقي

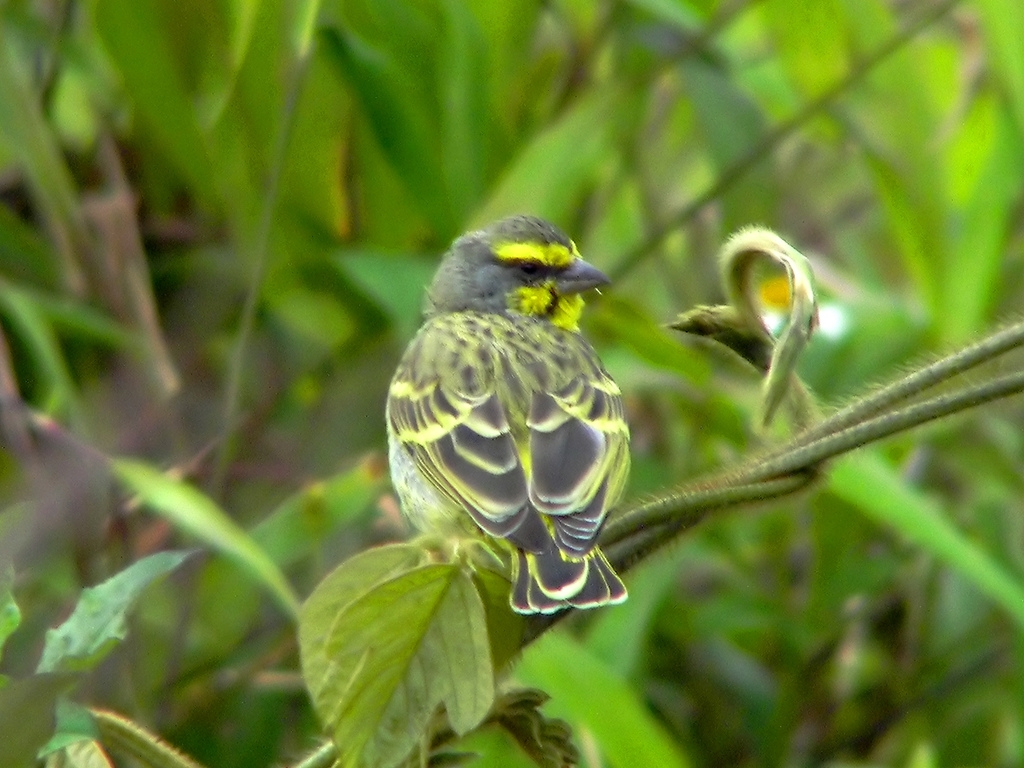

كناري موزمبيقي (الاسم العلمي: Serinus mozambicus) (بالإنجليزية: Yellow-fronted Canary)‏، هو طائر ينتمي إلى (فصيلة: Fringillidae).